# Annette Mbaye d'Erneville
Pour les articles homonymes, voir Mbaye.
Annette Mbaye d’Erneville, née le  15 décembre 1926, est une femme de lettres, journaliste et femme de radio sénégalaise. Elle est une pionnière des médias au Sénégal. 

## Biographie
Annette Mbaye d'Erneville est née à Sokone en 15 décembre 1926, une ville à l'ouest du Sénégal, dans le Sine-Saloum. Elle est issue d'une famille métisse chrétienne, fille d'Hyppolithe d'Erneville et de Marie Turpin. Les  d'Erneville s'inscrivent dans une lignée française de nobles venue s’installer au XVIIIe siècle à Saint-Louis. « Les d’Erneville de Maubuisson, sous-branche d’Erneville de Grigneuseville de Gouttières, la seule encore existante », précise-t-elle sur ce sujet. Sa mère meurt lorsqu'elle n'a que deux ans. Elle effectue le début de sa scolarité à Saint-Louis, puis, en 1942, rejoint l'École normale de Rufisque jusqu'en 1945,,. Désireuse d'approfondir, elle est admise en 1947 au lycée Jules-Ferry puis à l'École normale des Batignolles à Paris ; à Saint-Germain-des-Prés, elle rencontre Léopold Sédar Senghor, qui l'aide dans sa scolarité. Elle se marie en France à N'Dakté Mbaye, futur ingénieur agronome. 
Puis, intéressée par les médias, elle réalise des émissions sur l'Afrique pour la Sofirad. En 1952, elle s'exprime pour la première fois à la radio sur la Radiodiffusion-télévision française (RTF). Elle complète sa formation, à partir d'octobre 1955, sur la production radiophonique à la Sorafom (société de Radiodiffusion de la France d'Outre-Mer) crée par Pierre Schaeffer, le Studio-École de Maisons-Laffitte en France (en région parisienne). Elle en est diplômée en 1956. En 1957, elle revient au Sénégal, y est tout d'abord enseignante, puis après son divorce en 1963, s'installe à Dakar avec ses enfants et y devient journaliste à Radio Sénégal. Elle tente également de lancer avec des amies un nouveau journal, un périodique féminin, intitulé Femmes de soleil puis Awa,,. Une vingtaine de numéros paraissent entre 1964 et 1972, puis la parution doit s'interrompre pour des raisons économiques.
Ayant élevé en grande partie seule quatre enfants, tout en maintenant une activité de journaliste, souvent en pionnière, elle ne se revendique pas féministe : « Je m’en défends. On a besoin des hommes, ne serait-ce que pour faire des enfants. » Tout en précisant : « Après, on peut s’en séparer ! ».
Au fil des ans, elle prend des responsabilités supplémentaires au sein de Radio Sénégal, anime des émissions puis devient notamment directrice de la programmation. Elle se consacre également à l'écriture, en parallèle de son activité professionnelle. L'essentiel de son œuvre relève de la poésie et de la littérature enfantine. Elle déclame encore des poèmes au troisième « Printemps des poètes des Afriques et d'ailleurs » à Paris en 2006, à 80 ans.
Elle a participé à la création de nombreuses associations dans les domaines de la culture, des médias et des femmes : « Association des écrivains du Sénégal (1964), Association nationale des journalistes du Sénégal (1968), Club Soroptimist de Dakar (1969), Fédération des associations féminines du Sénégal (1977), Rencontres cinématographiques de Dakar (1990), Fondation Jean-Vast pour le cinéma (1994) » liste Le Monde. Elle est également en 1994 à l'origine du musée de la Femme Henriette-Bathily de Gorée.
Le cinéaste Ousmane William Mbaye, né en 1952, est son fils. Il lui a consacré un film, Mère-Bi, sorti en 2008.

## Œuvres
- 1965 : Poèmes africains
- 1966 : Kaddu (réédition des poèmes)
- 1976 : Chansons pour Laïty[9], NEA
- 1983 : Le Noël du vieux chasseur
- 1983 : La Bague de cuivre et d'argent (prix Jeune Afrique en 1961)
- 2003 : Motte de terre et motte de beurre
- 2003 : Picc l'Oiseau et Lëpp-Lëpp le papillon